# Labrinae
Die Labrinae bzw. Labrini sind ein Taxon der Lippfische (Labridae), das je nach Autor den Rang einer Unterfamilie oder einer Tribus hat.

## Verbreitung
Die Labrinae leben endemisch im nördlichen Atlantik und mit etwa 20 Arten der Gattungen Centrolabrus, Labrus und Symphodus im Mittelmeer.
Der Gefleckte Lippfisch (Labrus bergylta), die Goldmaid (Symphodus melops) und der Klippenbarsch (Ctenolabrus rupestris) kommen auch an der deutschen Nordseeküste vor. Das Vorkommen von sechs ostatlantischen Arten reicht bis zur Südküste Norwegens, etwa bis Florø. Damit sind sie die am weitesten nördlich lebenden Lippfische.
Die Gattungen Tautoga und Tautogolabrus leben ausschließlich an der nordamerikanischen Atlantikküste von Neufundland und Nova Scotia bis nach South Carolina bzw. zur Chesapeake Bay. Sie sind die einzigen Lippfische, die fischereiwirtschaftliche Bedeutung haben.

## Ernährung
Wie alle anderen Lippfische ernähren sich die Labrinae von einer Vielzahl von Wirbellosen, sind aber teilweise auf Algenhabitate spezialisiert und zupfen ihre Nahrung aus den Algenbüschel. Deshalb nehmen sie ungewollt immer auch etwas pflanzliche Nahrung auf. Bei Magenuntersuchungen von Symphodus tinca fand man Flohkrebse, Ruderfußkrebse, Milben, Schnecken, Muscheln, Muschelkrebse, Foraminiferen, Fadenwürmer, Vielborster, verschiedene Kleinkrebse, Zuckmückenlarven, kleine Schlangensterne, Fischlarven sowie weniger als 10 % pflanzliche Bestandteile, wie Algen und Detritus pflanzlicher Herkunft.

## Fortpflanzung
Während alle anderen Lippfische Freilaicher sind, die keine Brutpflege betreiben und ihre Keimzellen in das offene Wasser entlassen, haben die meisten Labrinae ein Brutpflegeverhalten entwickelt. Einige Arten schlagen mit schnellen Schlägen ihrer Schwanzflosse Mulden in den Sandboden, in die sie ihre Eier legen. Andere Arten bauen zur Eiablage wie Stichlinge Nester aus Algen und anderem Pflanzenmaterial. Die Eier werden bis zum Schlupf der Larven vom Männchen bewacht.

## Systematik
Phylogenetisch sind die Labrinae die Schwestergruppe einer unbenannten Klade, zu der die Papageifische (Scarinae) und die Prachtlippfische (Cheilininae) gehören.

### Gattungen und Arten
- Acantholabrus Cuvier & Valenciennes, 1839

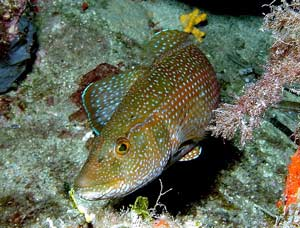
Grüner Lippfisch
(Labrus viridis)

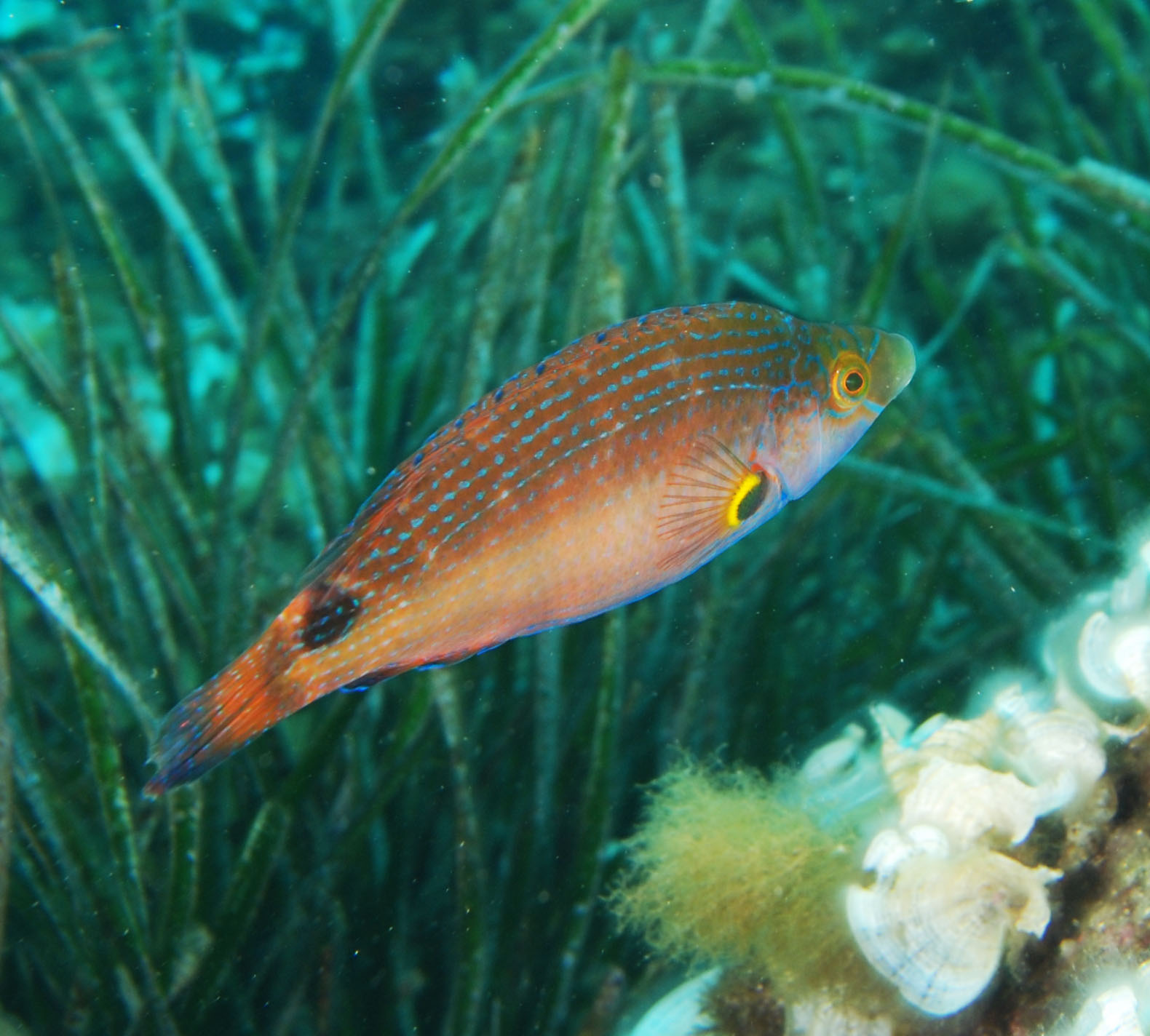
Mittelmeer-Lippfisch (Symphodus mediterraneus)

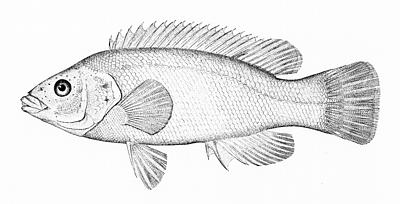
Tautogolabrus adspersus

  - Schuppenflossen-Lippfisch (Acantholabrus palloni (Risso, 1810))
- Centrolabrus Günther, 1861
  - Kleinmäuliger Lippfisch (Centrolabrus exoletus (Linnaeus, 1758))
  - Centrolabrus melanocercus (Risso, 1810)
- Ctenolabrus Valenciennes, 1839
  - Klippenbarsch (Ctenolabrus rupestris (Linnaeus, 1758))
- Labrus Linnaeus, 1758
  - Gefleckter Lippfisch (Labrus bergylta Ascanius, 1767)
  - Amsel-Lippfisch (Labrus merula Linnaeus, 1758)
  - Kuckuckslippfisch (Labrus mixtus Linnaeus, 1758)
  - Grüner Lippfisch (Labrus viridis Linnaeus, 1758)
- Lappanella Jordan, 1890
  - Lappanella fasciata (Cocco, 1833)
  - Lappanella guineensis Bauchot, 1969
- Symphodus Rafinesque, 1810
  - Schuppenwangen-Lippfisch (Symphodus bailloni (Valenciennes, 1839))
  - Symphodus caeruleus (Azevedo, 1999)
  - Grauer Lippfisch (Symphodus cinereus (Bonnaterre, 1788))
  - Symphodus doderleini Jordan, 1890
  - Mittelmeer-Lippfisch (Symphodus mediterraneus (Linnaeus, 1758))
  - Schwarzschwanz-Lippfisch (Symphodus melanocercus (Risso, 1810))
  - Goldmaid (Symphodus melops (Linnaeus, 1758))
  - Augenfleck-Lippfisch (Symphodus ocellatus (Forsskål, 1775))
  - Fünffleckiger Lippfisch (Symphodus roissali (Risso, 1810))
  - Schnauzen-Lippfisch (Symphodus rostratus (Bloch, 1791))
  - Pfauen-Lippfisch (Symphodus tinca (Linnaeus, 1758))
  - Symphodus trutta (Lowe, 1834)
- Tautoga Mitchill, 1814
  - Tautoga onitis (Linnaeus, 1758)
- Tautogolabrus Günther, 1862
  - Tautogolabrus adspersus (Walbaum, 1792)